# The Double Room Mystery
The Double Room Mystery er en amerikansk stumfilm fra 1917 af Hobart Henley.

## Medvirkende
- Gertrude Selby som Suzanne.
- Hayward Mack som Speed Cannon.
- Ed Brady som Bill Greely.
- Edward Hearn som Silver Joe.
- Ernest Shields som James.